# 271-ша піхотна дивізія (Третій Рейх)
271-ша піхотна дивізія (Третій Рейх) (нім. 271. Infanterie-Division) — піхотна дивізія Вермахту, що входила до складу німецьких сухопутних військ у роки Другої світової війни.

## Історія
271-ша піхотна дивізія формувалася двічі. Перша спроба сформувати з'єднання розпочалася 22 травня 1940 року під час 10-ї хвилі мобілізації вермахту. Але через розгром та швидку капітуляцію Франції процес формування було припинено.
Вдруге формування 271-ї піхотної дивізії відбулося 17 листопада 1943 року під час 22-ї хвилі мобілізації на території окупованих Нідерландів під наглядом Головнокомандування Вермахту «Захід». З'єднання складалося з 977-го, 978-го і 979-го гренадерських полків, а також 271-го фузилерного батальйону і 271-го артилерійського полку. Комплектування штабу дивізії та 979-го полку здійснювалося за рахунок 137-ї піхотної дивізії, тоді як 113-та піхотна дивізія комплектувала особовим складом 977-й полк, 271-й артилерійський полк та 271-й фузилерний батальйон, у той час, як 102-га піхотна дивізія — 978-го піхотний полк.
У січні 1944 року після завершення формування дивізію перекинули з Нідерландів у район Безансону. Передислокація частин з Нідерландів була завершена 11 січня 1944 року. На 14 січня 1944 року дивізія мала в строю 6221 особу, на 9 лютого — 8125 людей. До 10 травня 1944 чисельність дивізії досягла 12 171 військового і 108 гіві. 23 червня 1944 року командний пункт дивізії був перенесений у Шато-де-Кабріаль (4 км на схід від Безьє).
З 30 червня 1944 дивізія була замінена частинами 198-ї дивізія та переміщена в Нормандію. Під час перекидання залізничні транспорти були атаковані винищувачами-бомбардувальниками союзників, що призвело до втрат у підрозділах. Дивізія була вивантажена в Руані і звідти вирушила на захід через Сену. 12 липня 1944 передові частини дивізії вийшли до Берне (130 км на схід-південний схід Лізьє). З 17 липня 1944 року передові частини замінили 10-ту танкову дивізію СС на нормандському фронті на південний захід від Кана. 21 липня більша частина дивізії перебувала на передовій, з частинами в районах Юрвіль, Лізьє та Орбек. До 25 липня 1944 року дивізія зайняла правий фланг ІІ танкового корпусу СС, замінивши 10-ту танкову дивізію СС. У серпні 1944 року в ході боїв у Фалезькому «мішку» дивізію було знищено.

## Райони бойових дій
- Німеччина (грудень 1944 — січень 1944);
- Нідерланди (січень — червень 1944);
- Франція (червень — серпень 1944).

## Командування

### Командири
- генерал-лейтенант Пауль Дангаузер (нім. Paul Danhauser) (10 грудня 1943 — вересень 1944).

### Підпорядкованість
| Час      | Корпус      | Армія       | Група армій (округ) | Штаб       |
| -------- | ----------- | ----------- | ------------------- | ---------- |
| 1943     |             |             |                     |            |
| грудень  | LXXXVIII ак | 15 А        | Група армій «D»     | Нідерланди |
| 1944     |             |             |                     |            |
| січень   | LXXXVIII ак | 15 А        | Група армій «D»     | Нідерланди |
| 1 лютого | LXII рез.к  |             | Група армій «D»     | Безансон   |
| березень | IV ав-пол.к | 19 А        | Група армій «D»     | Монпельє   |
| липень   | II тк СС    | ТГр «Захід» | Група армій «B»     | Нормандія  |
| серпень  | LXXIV ак    | 5 ТА        | Група армій «B»     | Фалез      |

### Склад
| 1940                                | 1943                         |
| ----------------------------------- | ---------------------------- |
| 562-й піхотний полк                 | 977-й гренадерський полк     |
| 563-й піхотний полк                 | 978-й гренадерський полк     |
| 564-й піхотний полк                 | 979-й гренадерський полк     |
| —                                   | 271-й фузилерний батальйон   |
| —                                   | 271-й протитанковий дивізіон |
| 271-й артилерійський дивізіон       | 271-й артилерійський полк    |
| —                                   | 271-й інженерний батальйон   |
| —                                   | 271-й запасний батальйон     |
| 271-й дивізійний батальйон зв'язку  |                              |
| Управління постачання 271-ї дивізії |                              |